# 李金城
李金城（1963年10月—2022年2月23日），男，安徽宿松人，中国铁路工程师，铁道第一勘察设计院副总工程师。

## 生平
1980年在兰州考入上海铁道学院，此后进入铁道部第一勘测设计院。1984年参加工作以来，先后参加和主持了侯月铁路、兰武电气化改造、孝柳铁路、宝中铁路、灵武铁路、昆玉铁路、包兰铁路、兰新铁路、宝兰二线、青藏铁路等十多项国家重点工程以及三峡工程对外交通专用公路、尼日利亚铁路技术改造等工程项目，近20000多公里，分别担任线路专业负责人或项目总负责人，工作中通过科学合理的选线为国家节约工程投资总计约8亿元。
1994年，担任铁道第一勘察设计院兰州分院院长助理及副院长。2000年，担任青藏铁路项目总工程师。2010年玉树地震发生后，担任中国铁建玉树灾后重建现场指挥部副指挥长。
2007年至2017年，担任中国共产党第十七、十八届中央委员会候补委员。
2022年2月23日在山东济南出差期间因突发疾病逝世。

## 荣誉
- 火车头奖章
- 全国铁路优秀共产党员
- 中国青年五四奖章（2002年）[4]
- 全国铁路青年科技拔尖人才（2003年）
- 全国五一劳动奖章（2004年）
- 全国劳动模范（2005年）
- 全国优秀共产党员（2006年）[5]
- 2007中国经济年度公益人物奖（2008年1月30日）[6]